# 31632 Stephaying
31632 Stephaying este un asteroid din centura principală de asteroizi.

## Descriere
31632 Stephaying este un asteroid din centura principală de asteroizi. A fost descoperit pe 7 aprilie 1999 la Socorro, New Mexico, în cadrul proiectului LINEAR. Asteroidul prezintă o orbită caracterizată de o semiaxă mare de 2,71 ua, o excentricitate de 0,03 și o înclinație de 3,8° în raport cu ecliptica.